# Matthias Trattnig
Matthias Trattnig (Graz, 22 aprile 1979) è un ex hockeista su ghiaccio austriaco.

## Palmarès
- Campionato austriaco: 6

Red Bull Salisburgo: 2006-2007, 2007-2008, 2009-2010, 2010-2011, 2014-2015, 2015-2016
- IIHF Continental Cup: 1

Red Bull Salisburgo: 2009-2010

### Giovanili
- NCAA: 1

Università del Maine: 1998-1999